# Jim Hoffmann
Jim Hoffmann (* 2. Oktober 1962 in Kitchener, Ontario, Kanada; † 18. Januar 2024 in Kanada) war ein kanadisch-deutscher Eishockeyspieler, der auf der Position des Stürmers spielte. In der höchsten deutschen Spielklasse war er für den ESV Kaufbeuren aktiv.
Jim Hoffmann verstarb am 18. Januar 2024 in Kanada.

## Karriere
Jim Hoffmann begann seine Eishockeykarriere 1977 bei den Windsor Spitfires aus der Ontario Hockey League. Nach einem Jahr bei den Windsor Royals in einer Nachwuchsliga, kam Hoffmann 1981 zum REV Bremerhaven in die 2. Bundesliga, für die er zwei Jahre spielte. Danach ging er in der 2. Bundesliga fünf Spielzeiten für den Krefelder EV aufs Eis, bevor er ab 1989 für den ESV Kaufbeuren die Schlittschuhe schnürte. Mit Kaufbeuren wurde er 1991 Meister der 2. Bundesliga und stieg mit der Mannschaft in die 1. Bundesliga auf, wo das Team seither unter dem Namen Kaufbeurer Adler spielte. Hoffmann blieb bis 1997 bei den Bayern, bevor er in die zweitklassige 1. Liga wechselte, wo er mit dem EHC Neuwied die Meisterschaft 1998 gewinnen konnte. Seine Laufbahn beendete er 1998/99 beim Grefrather EV in der 1. Liga.

## Erfolge und Auszeichnungen
- Meister der 2. Bundesliga 1990/91, Aufstieg in die 1. Bundesliga
- Meister der 1. Liga 1997/98